# Nutan Prasad
Nutan Prasad (12 de dezembro de 1945 - 30 de março de 2011) foi um ator Indiano. Ele começou sua carreira atuando em filmes da década de 1970.